# Жијоме
Жијоме (фр. Gillaumé) насеље је и општина у североисточној Француској у региону Шампањ-Арден, у департману Горња Марна која припада префектури Сен Дизје.
По подацима из 2011. године у општини је живело 44 становника, а густина насељености је износила 8,45 становника/km². Општина се простире на површини од 5,21 km². Налази се на средњој надморској висини од 300 метара.

## Демографија
| 1962. | 1968. | 1975. | 1982. | 1990. | 1999. | 2011. |
| ----- | ----- | ----- | ----- | ----- | ----- | ----- |
| 37    | 38    | 39    | 41    | 34    | 26    | 44    |

График промене броја становника у току последњих година